# Caravaggio (pel·lícula)
Caravaggio és una pel·lícula britànica dirigida per Derek Jarman, estrenada l'any 1986, inspirada en la vida del pintor barroc italià Caravaggio.Ha estat doblada al català.

## Argument
La pel·lícula de Jarman s'interessa en el triangle amorós entre Caravaggio, Lena i Rannuccio. Caravaggio tenia el costum de prendre per models dels seus quadres religiosos gent del carrer, borratxos i prostitutes.

## Repartiment
- Tilda Swinton: Lena
- Nigel Terry: Caravaggio
- Sean Bean: Ranuccio
- Simon Fisher-Turner: Fra Fillipo
- Dawn Archibald: Pipo
- Jack Birkett: el Pape
- Sadie Corre: Princesa Collona
- Una Brandon-Jones: dona que plora
- Imogen Clara: senyora enjoiada
- Robbie Coltrane: Scipione Borghese
- Garry Cooper: Davide
- Lol Coxhill: vell sacerdot
- Nigel Davenport: Giustiniani
- Vernon Dobtcheff: aficionat d'art
- Terry Downes: guarda
- Dexter Fletcher: Caravaggio jove

## Al voltant de la pel·lícula
- Caravaggio és la primera pel·lícula on Tilda Swinton treballa amb Jarman.